# 최윤희 (작가)
최윤희(1947년 10월 22일 ~ 2010년 10월 7일)는 대한민국의 작가이다. 2010년 10월 7일에 지병을 비관하여 남편과 동반 자살하였다. 향년 62세

## 출연작
- 《아침마당》 (KBS 1TV)
- 《그 사람이 보고싶다》 (KBS 1TV)
- 《생방송 일요일 이상협입니다》 (KBS 1라디오)

## 저서
- 《행복 그거 얼마에요》 여성신문사, 1999년 9월 30일
- 《어디서 감히 짹짹》 여성신문사, 2000년 8월 1일
- 《당신의 위대한 힘을 꺼내라》 현대문학북스, 2002년 8월 30일
- 《강한 사람은 다이아몬드처럼 빛이난다》 미래북스, 2003년 5월 10일
- 《최윤희의 행복동화》 중앙M&B, 2003년 9월 30일
- 《고정관념 와장창 깨기》 북폴리오, 2004년 2월 20일
- 《차라리 거짓말과 도둑질을 가르쳐라》 행복한책가게, 2004년 8월 30일
- 《고정관념 와장창 깨기》 아름다운사회, 2004년 10월 1일
- 《못 참겠다 꾀꼬리》 북폴리오, 2005년 10월 10일
- 《당신의 인생을 역전시켜라》 여성신문사, 2005년 12월 16일
- 《행복이 뭐 별건가요》 국일미디어, 2006년 3월 30일
- 《웃음 헤픈 여자가 성공한다》 자음과모음, 2006년 8월 10일
- 《유쾌한 행복사전》 나무생각, 2006년 9월 18일
- 《대한민국 여자들의 유쾌한 반란》 이다미디어, 2007년 4월 26일
- 《행복의 홈런을 날려라》 북리슨, 2007년 5월 7일
- 《20대 미쳐라》 허스트중앙, 2007년 6월 15일
- 《알콩 달콩》 북리슨, 2007년 10월 25일
- 《너의 인생에 태극기를 꽂아라》 자음과모음, 2008년 1월 5일
- 《유쾌한 성공사전》 나무생각, 2008년 5월 13일
- 《부모에게도 자격증이 필요하다》 북리슨, 2008년 5월 15일
- 《웃음으로 펀(FUN) 지수를 높여라》 북리슨, 2008년 5월 17일
- 《행복멘토 최윤희의 희망수업》 프런티어, 2008년 9월 10일
- 《유쾌한 인생사전》 나무생각, 2009년 5월 8일
- 《멋진 노후를 예약하라》 황매, 2009년 7월 20일
- 《마음을 노나주는 유쾌한 인생사전》 나무생각, 2009년 10월 5일
- 《딸들아 일곱 번 넘어지면 여덟 번 일어나라》 원앤원북스, 2009년 11월 15일